# Ford RS200
Ford RS200 — мелкосерийный спортивный автомобиль, разработанный британским подразделением компании Ford в середине 1980-х годов в рамках технического регламента гоночных автомобилей группы Б специально под участие в чемпионате мира по ралли. Автомобиль стал участником двух известных гоночных аварий, окончившихся гибелью людей, что стало одной из причин пересмотра технических требований к раллийным автомобилям в сторону уменьшения их мощности и повышения безопасности, что в итоге привело к запрету группы Б. Выпущен в количестве 144 машины.  

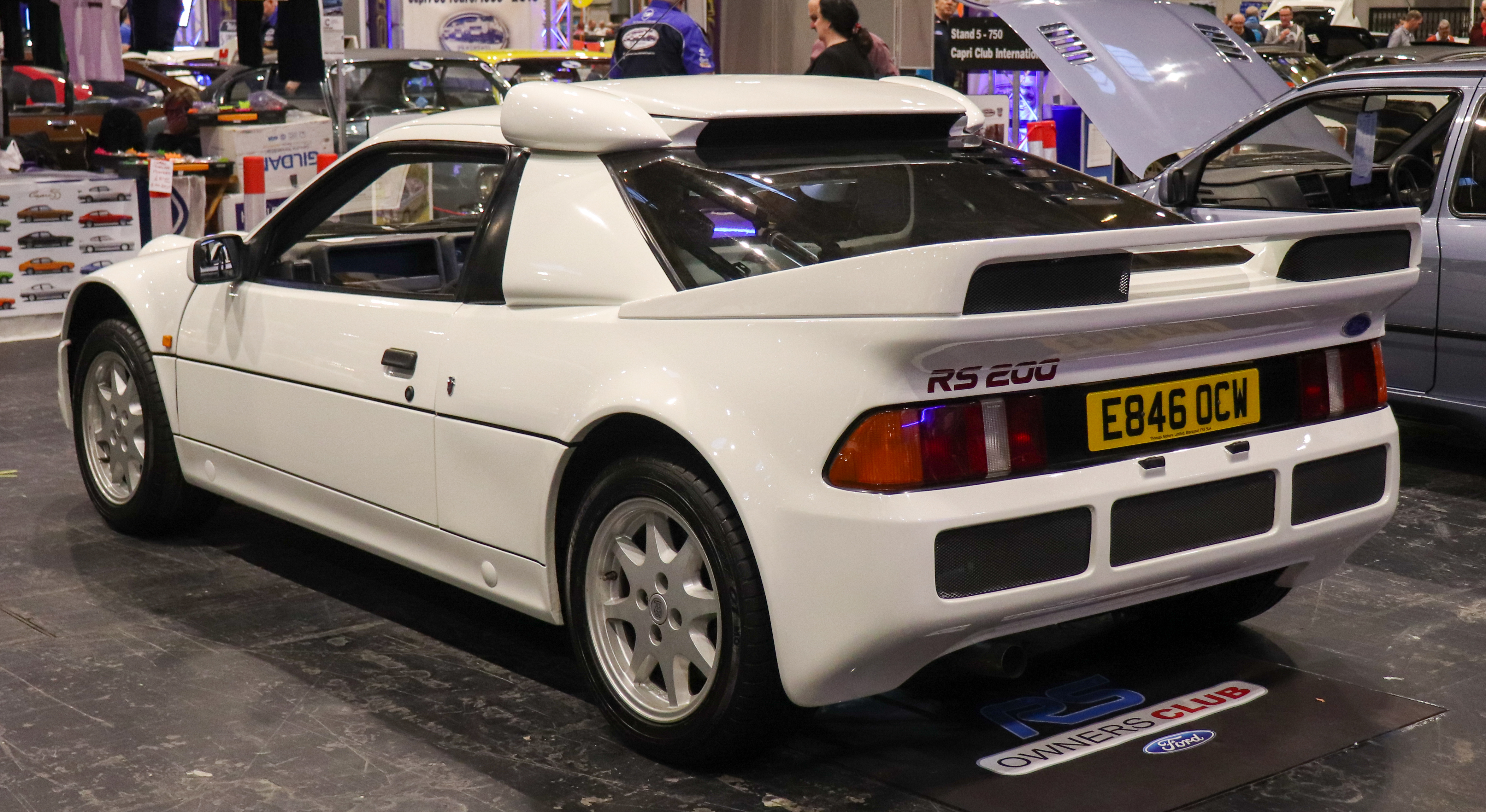
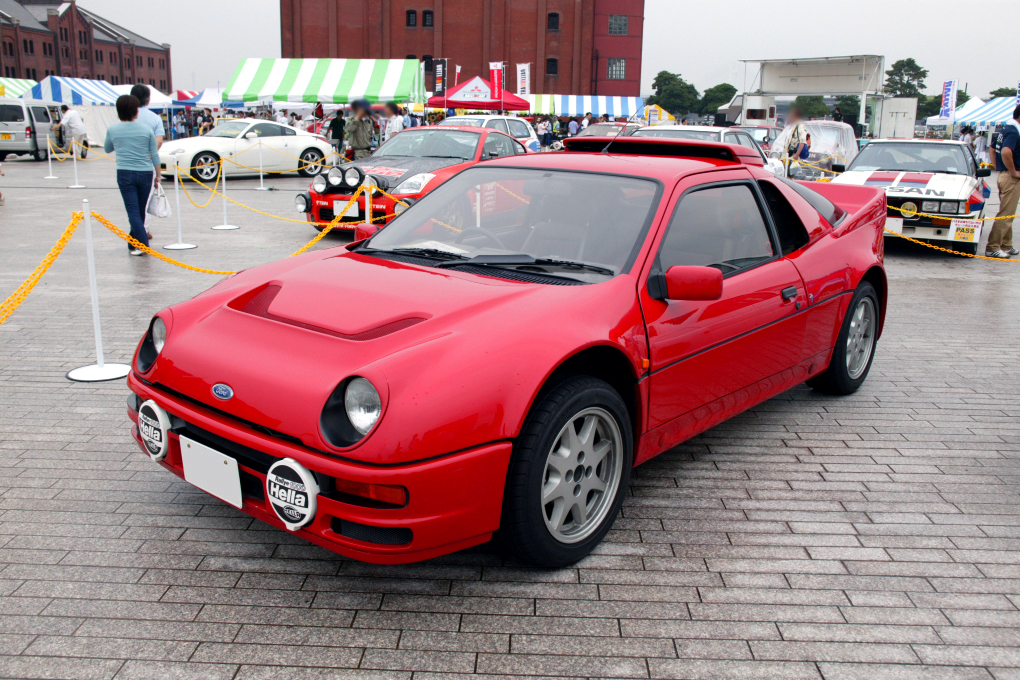
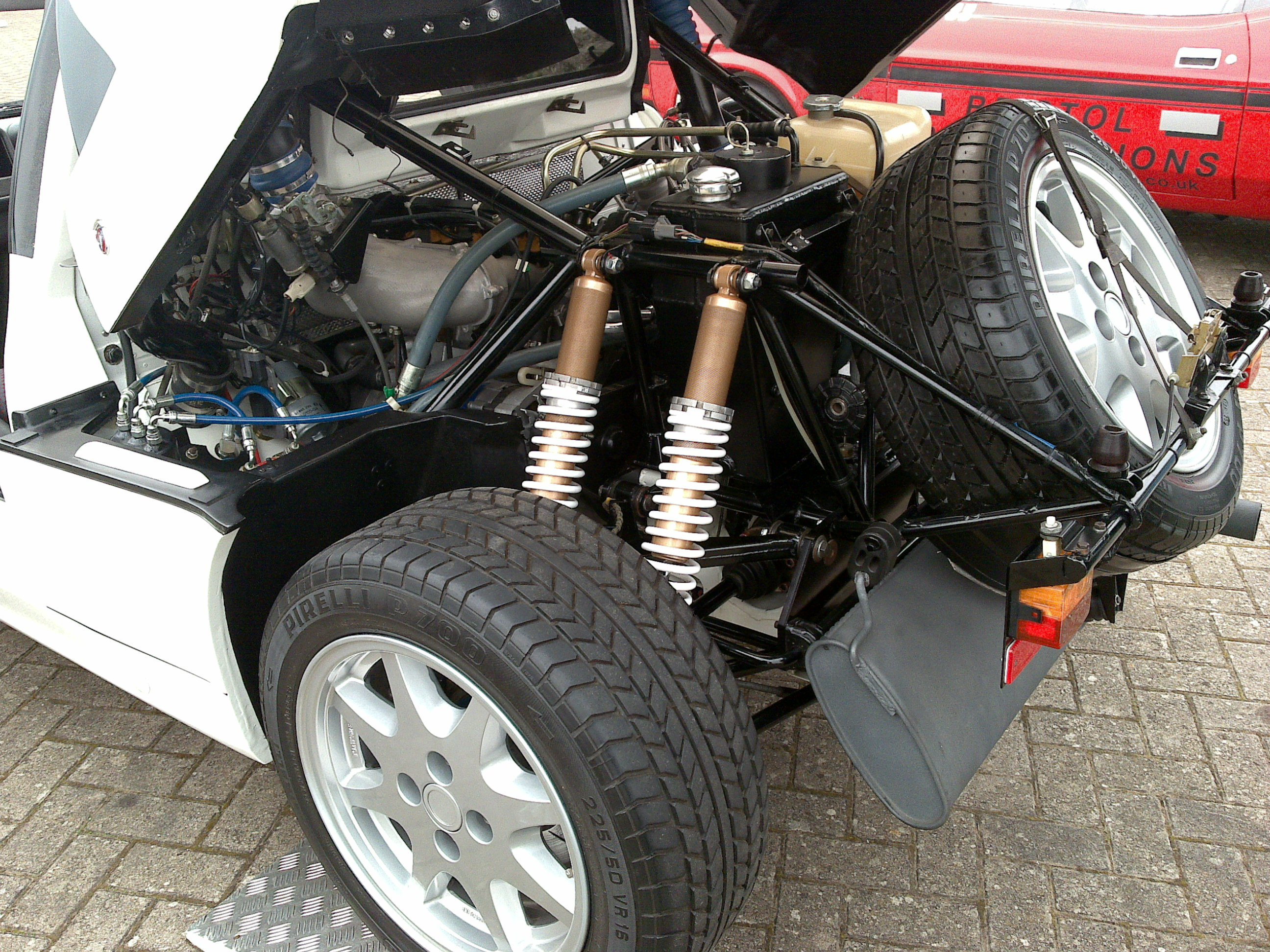
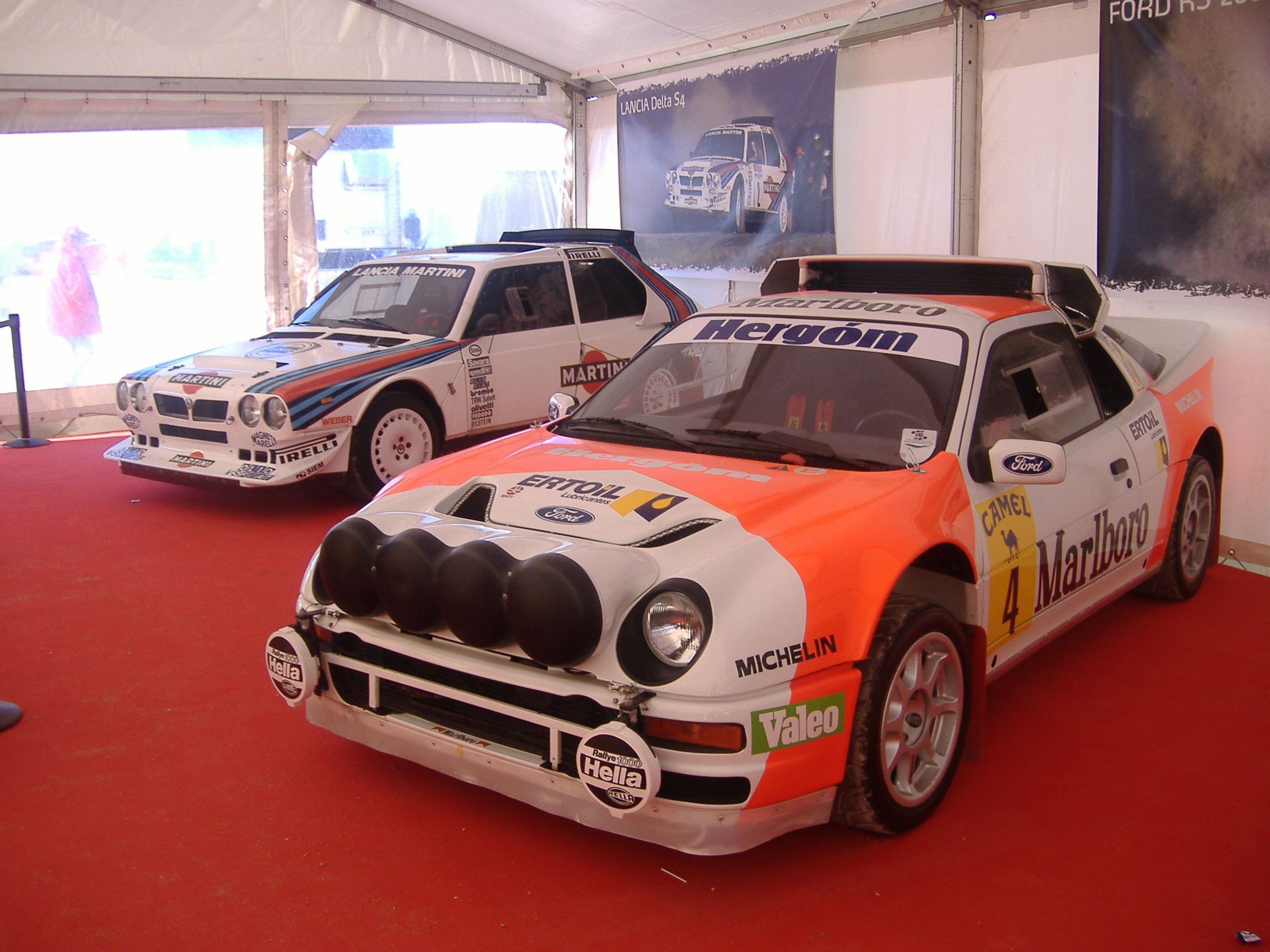